# Thomas Smith (Derby)
Thomas Smith   (Derby, 1715 - Bristol, 12 de setembre de 1767) fou un pintor de paisatges i pare de John Raphael Smith de Derby. Smith pintà molts paisatges, incloent-hi cases històriques com Chatsworth i vistes del Lake District.

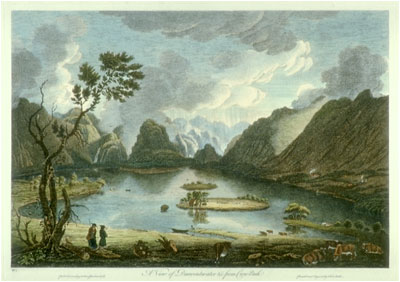
Vista de Darwentwater des de Crow-Park

La pintura de Smith de 1751 Un extens paisatge amb cacera fou venuda per més de 67.000 dòlars en una subhasta a Sotheby's. Va pintar el quadre el 1751, un any abans que nasqués el seu fill i setze abans de la seva mort.